# I liga polska na żużlu (2004)
I liga polska na żużlu w sezonie 2004. 

## Rozgrywki

### Runda zasadnicza

#### Tabela
M = Rozegrane spotkania; W = Wygrane; R = Remisy; P = Porażki; Pkt = Punkty

#### Wyniki
|                                  | GDA   | GOR   | LUB   | RZE   | GRU   | OST   | GNI   |
| -------------------------------- | ----- | ----- | ----- | ----- | ----- | ----- | ----- |
| Lotos Gdańsk                     | x     | 51:39 | 63:27 | 60:30 | 58:32 | 62:28 | 72:17 |
| Stal-Telenet Strabag Gorzów Wlkp | 51:39 | x     | 53:37 | 53:37 | 49:41 | 62:27 | 62:27 |
| TŻ Sipma Lublin                  | 49:41 | 48:42 | x     | 41:49 | 47:43 | 56:34 | 64:26 |
| Marma Polskie Folie Rzeszów      | 36:54 | 51:39 | 44:45 | x     | 49:41 | 46:43 | 55:23 |
| Kunter GTŻ Grudziądz             | 42:48 | 53:37 | 50:40 | 45:45 | x     | 50:40 | 61:28 |
| KM Intar Ostrów Wlkp.            | 33:57 | 40:50 | 41:49 | 52:38 | 51:39 | x     | 62:28 |
| Start Gniezno                    | 32:58 | 27:61 | 38:51 | 32:58 | 42:48 | 32:58 | x     |

### Runda finałowa

#### Tabela
M = Rozegrane spotkania; W = Wygrane; R = Remisy; P = Porażki; Pkt = Punkty

#### Wyniki
|                                  | GDA   | GOR   | LUB   | RZE   |
| -------------------------------- | ----- | ----- | ----- | ----- |
| Lotos Gdańsk                     | x     | 57:31 | 60:29 | 38:22 |
| Stal-Telenet Strabag Gorzów Wlkp | 38:52 | x     | 45:45 | 43:46 |
| TŻ Sipma Lublin                  | 41:37 | 46:41 | x     | 52:37 |
| Marma Polskie Folie Rzeszów      | 54:36 | 48:42 | 48:41 | x     |

### Rozgrywki łączone I i II ligi
Rozgrywki łączone I ligi - zespoły z miejsc 5-7 i II ligi - zespoły z miejsc 1-3. Z Zaliczeniem wyników meczów bezpośrednich z rundy zasadniczej.

#### Tabela
M = Rozegrane spotkania; W = Wygrane; R = Remisy; P = Porażki; Pkt = Punkty

#### Wyniki
|                              | GRU   | OST   | GNI   | OPO   | KRO   | RAW   |
| ---------------------------- | ----- | ----- | ----- | ----- | ----- | ----- |
| Kunter GTŻ Grudziądz         | x     |       |       | 56:34 | 64:25 | 66:24 |
| KM Intar Ostrów Wielkopolski |       | x     |       | 55:35 | 51:39 | 63:27 |
| Start Gniezno                |       |       | x     | 33:57 | 42:46 | 47:43 |
| Kolejarz Opole               | 43:47 | 45:45 | 48:40 | x     |       |       |
| KSŻ Krosno                   | 39:51 | 42:47 | 65:25 |       | x     |       |
| Kolejarz Rawicz              | 42:47 | 34:55 | 60:29 |       |       | x     |

### Baraże
| o awans |        | ZKŻ Quick-Mix Zielona Góra 7 miejsce w Ekstralidze | 97:82 | TŻ Sipma Lublin 2 miejsce w I lidze |
| ------- | ------ | -------------------------------------------------- | ----- | ----------------------------------- |
| o awans | 10 paź | TŻ Sipma Lublin                                    | 52:38 | ZKŻ Quick-Mix Zielona Góra          |
| o awans | 17 paź | ZKŻ Quick-Mix Zielona Góra                         | 59:31 | TŻ Sipma Lublin                     |

### Tabela końcowa
| Poz | Klub                            |
| --- | ------------------------------- |
| 1   | Lotos Gdańsk Awans do I ligi    |
| 2   | TŻ Sipma Lublin                 |
| 3   | Marma Polskie Folie Rzeszów     |
| 4   | Mars RTV AGD Gorzów Wlkp        |
| 5   | Kunter GTŻ Grudziądz            |
| 6   | KM Intar Ostrów Wielkopolski    |
| 7   | Start Gniezno Spadek do II ligi |